# هيليوبوليس (الجزائر)
هيليوبوليس مدينة وبلدية تابعة إقليميا إلى دائرة هيليوبوليس ولاية قالمة الجزائرية وتسمى أيضا بمدينة قالمة الجديدة. تبعد عن مقر الولاية ب 4 كم وتوجد بهذه المدينة أهم المعالم منها كاف البومبة والمسبح الروماني ب حمام برادع كذالك توجد بها أهم المحاجر يبلغ عدد سكانها 26 328 نسمة تتوفر هذه المنطقة على أشجار الزيتون ومن أهم الجبال الأقرب إليها هي جبال هوارة.
كما يتميز ببلدية هيليوبوليس بحمامتها المعدنية الكائنة بقرية أولاد علي.

## وصلات أخرى

### وصلات داخلية
- دائرة هيليوبوليس

### وصلات خارجية
1. ↑  "نتائج إحصاء 2008 الخاصة بولاية قالمة" (PDF). مؤرشف من الأصل (PDF) في 2018-07-23.
2. ↑  GeoNames (بالإنجليزية), 2005, QID:Q830106